# 365 يوم سعادة
365 يوم سعادة هو فيلم مصري كوميدي رومانسي بطولة أحمد عز، حيث يجسد عز شخصية شاب له علاقات متعددة ويرفض الزواج حتى تصادفه فتاة رقيقة تشغل قلبه.
يشارك في بطولة الفيلم دنيا سمير غانم وصلاح عبد الله، وشادي خلف ولطفي لبيب ويوسف داوود والممثلة اللبنانية لاميتا فرنجية. وهو من تأليف يوسف معاطي وإخراج سعيد الماروق، وإنتاج شركة أرابيكا للمنتج محمد ياسين.

## الممثلون
- أحمد عز
- دنيا سمير غانم
- صلاح عبد الله
- شادي خلف
- لطفي لبيب
- لاميتا فرنجية
- يوسف داود
- مي كساب
- سليمان عيد
- زينب وهبى
- جمال حجازي
- اندريه أبو زيد
- سمر جابر
- وائل جسار

## وصلات خارجية
- 365 يوم سعادة على موقع IMDb (الإنجليزية)
- 365 يوم سعادة على موقع الدهليز
- 365 يوم سعادة على موقع قاعدة بيانات الأفلام العربية
- 365 يوم سعادة على موقع قاعدة بيانات الفيلم (الإنجليزية)
- 365 يوم سعادة على موقع ليتربوكسد (الإنجليزية)
- فيلم 365 يوم سعادة على قاعدة بيانات الأفلام العربية
- صفحة فيلم 365 يوم سعادة  على فيسبوك.